# منتخب إيران لكرة السلة
منتخب إيران لكرة السلة هو ممثل إيران الرسمي في المنافسات الدولية في كرة السلة.

## الاتحادات التابع لها
ينتمي إلى منطقة الاتحاد الآسيوي لكرة السلة. انضم إلى الاتحاد الدولي لكرة السلة في عام 1947.

## البطولات التي شارك فيها
- بطولة آسيا لكرة السلة
- كأس العالم لكرة السلة
- كرة السلة في الألعاب الأولمبية